# 金鹰国际集团CBD案
金鹰国际集团CBD案 是一條在中國大陸發生的商業騙案，涉案50億人民幣，被捕的自稱香港商人，金鷹國際集團的主席鄭澤，湖北黄梅人，於1980年代中起，在香港、深圳、上海等地投資，開發房地產。 
案中主角自稱鄭澤，在2007年2月7日被内蒙古自治区警方刑事拘留，控以非法集資、行使假身份証等罪名。 中國官方發現此騙徒原名是王細牛，湖北省龙感湖農場的農民，曾當木匠。
金鹰国际CBD項目是一個建築工程，計劃在內蒙古自治區呼和浩特市建造一座最大的商業中心區，响應中共中央的號召西部大開發，是中國西部第一高樓。案發前，在2005年4月，金鹰国际與市政府為工程簽約，呼和浩特市政府炸掉舊市政府大樓及公安局指揮中心等建築，平地50多畝，為工程讓路，建五星級酒店、購物中心、甲級寫字樓、高級住宅等。案發後，項目一度成為爛尾樓。 
鄭澤行騙的佈局：在香港註冊公司，自稱港商。在中國大西北辦商業考察，認識中國政商界人物，創立金鹰国际集團，又成立助學扶貧基金，受中國內地傳媒歌頒。在2004年，中國西部大開發五周年慶典中，獲「西部开发杰出贡献奖」。在2005年1月，世界華商促進會中，獲授予「愛國企業家」和「傑出愛國人士」榮譽。 在財技方面，金鷹國際收取施工企業保証金四千多萬元，以及承建商墊支三億元人民幣。可惜因為現金流的管理方面有問題，騙局最後「爆煲」。

## 后续

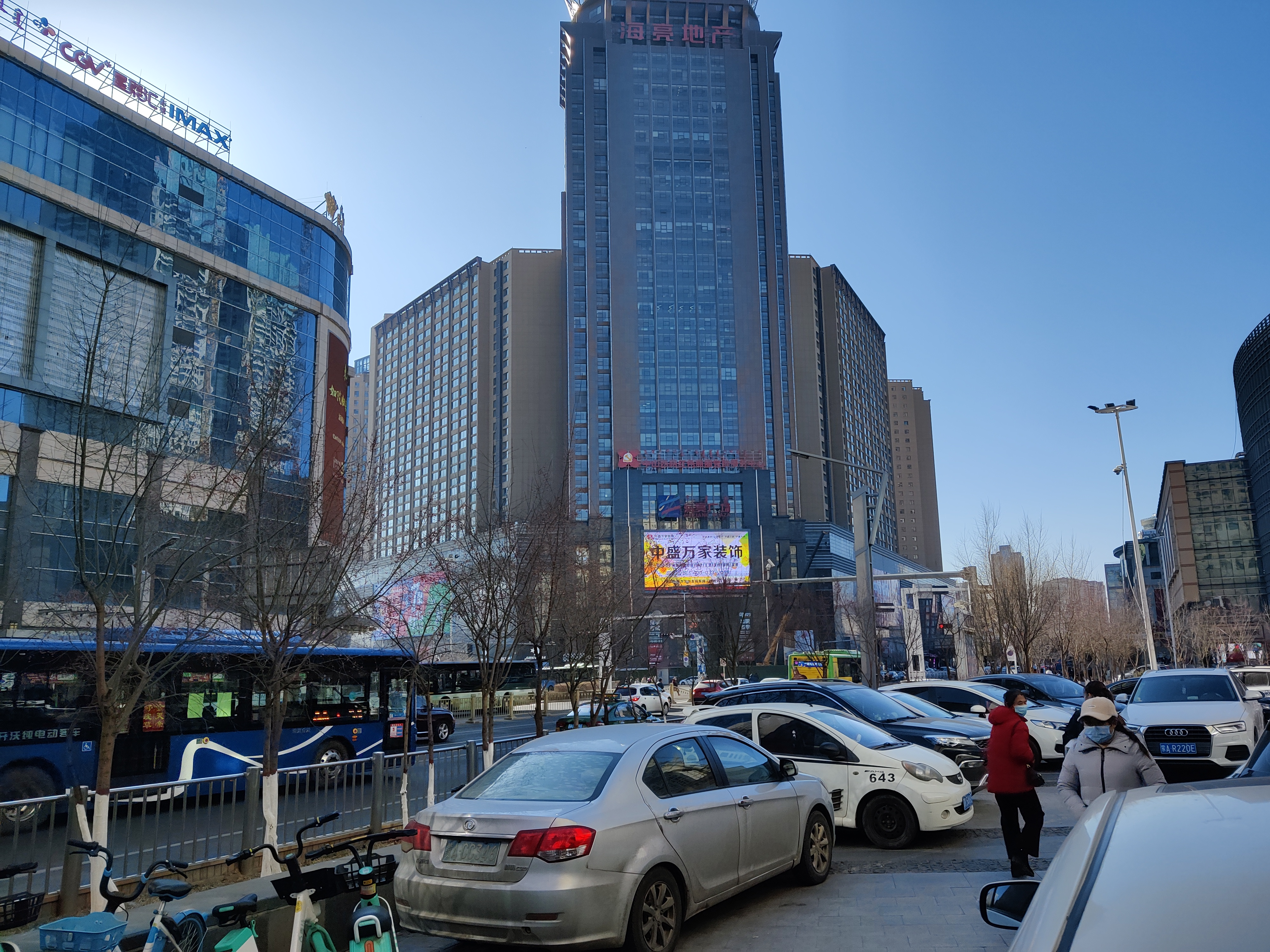
当今的海亮广场

原项目由海亮集团接盘，更名为海亮广场，并在2007年4月1日重新开工。2010年1月28日，海亮广场开业。

## 相關
- 台灣電影: 《假如我是真的》，描寫中國大陸的一宗騙案，發生於文革之後，主角冒充高幹之子，得到上賓款待，最終東窗事發。

## 外部参考
- 2005年，金鹰集团总裁郑泽接受人民政协报專訪。 （页面存档备份，存于）
- 西部呼和浩特CBD投资50亿元神话破灭。 （页面存档备份，存于）